# Thibaud de Payns
Thibaud de Payns, né vers 1110 et mort en 1148, est un religieux français de la première moitié du XIIe siècle qui est élu abbé de abbé de Sainte-Colombe de 1139 jusqu'à sa mort en 1148.
Il est le fils d'Hugues de Payns, fondateur et premier maître de l'ordre du Temple, et de sa seconde épouse Élisabeth, issue de la maison de Chappes.
Il assiste à Vézelay au prêche de Bernard de Clairvaux pour la seconde croisade et décide de partir pour la terre sainte avec son frère aîné Guy Bordel de Payns, où ils meurent tous les deux.

## Origine
Il est le fils de Hugues de Payns, seigneur de Payns et premier maître de l'ordre du Temple, et de sa seconde épouse Élisabeth de Chappes.
Tandis que son frère aîné, Guy Bordel de Payns, est destiné à hériter de la seigneurie familiale et que ses deux frères cadets Gibuin et Herbert restent dans l'entourage de leur aîné, il est quant à  lui destiné à une carrière ecclésiastique.

## Carrière ecclésiastique

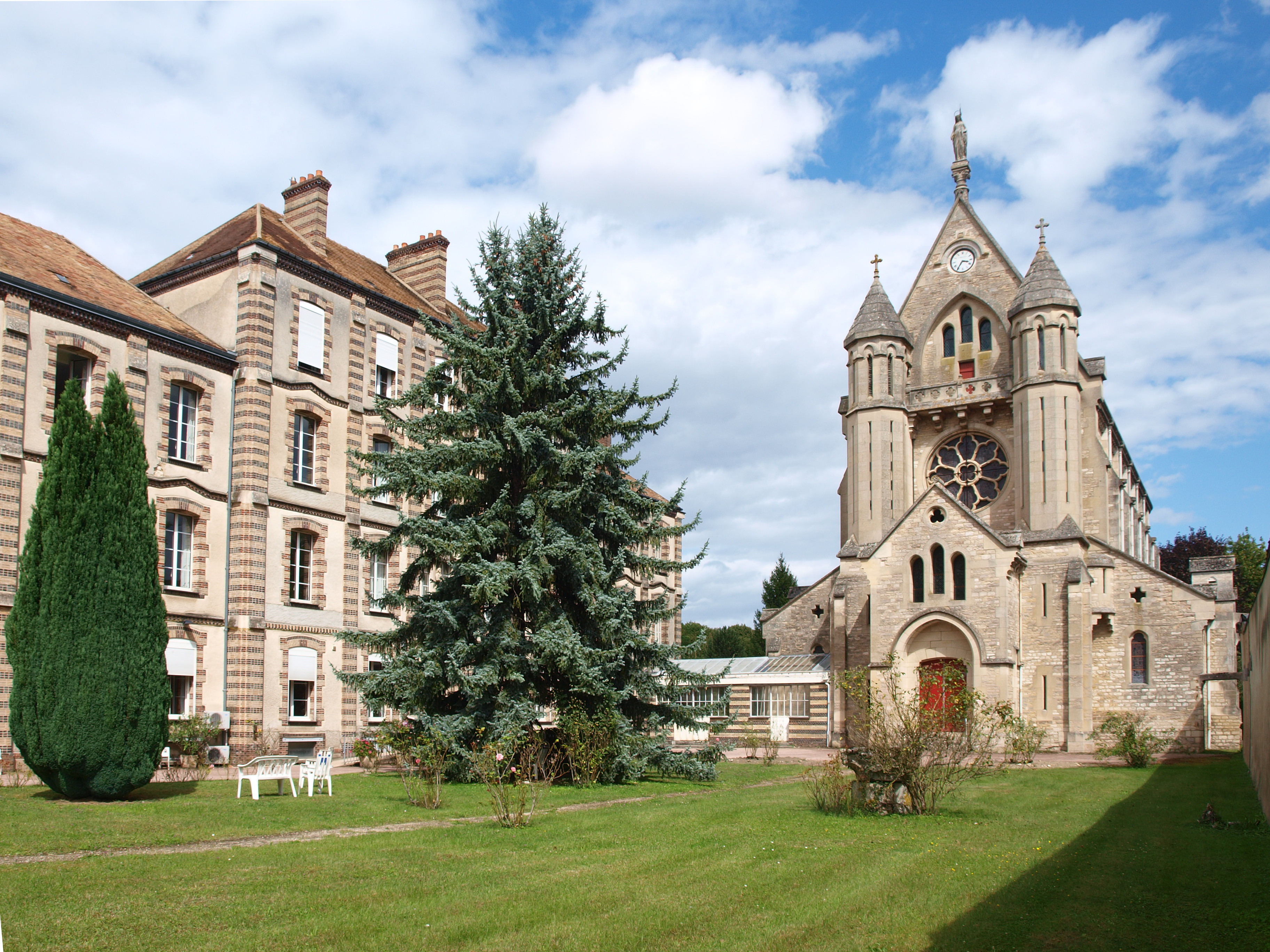
L'abbaye Sainte-Colombe de Saint-Denis-lès-Sens de nos jours, réaffectée à l'usage de centre de convalescence.

Il est élu abbé de Sainte-Colombe, près de Sens, en 1139, alors âgé d'environ vingt ans. Son élection a probablement été favorisée par l'évêque de Troyes Hatton, qui était auparavant archidiacre et doyen de la cathédrale de Sens et qui a connu personnellement Hugues de Payns, le père de Thibaud, notamment lors du concile de Troyes de 1129,.
De plus, Roscelin, le précédent abbé de Sainte-Colombe, était un abbé laïc, aussi la nomination de Thibaud à sa succession manifeste vraisemblablement un signe de soumission à Rome ainsi qu'une volonté de réforme, soutenue par l'abbé de Cluny Pierre le Vénérable.
En 1140, il est présent au concile de Sens qui doit examiner les thèses d'Abélard, auquel assiste également le comte Thibaud II de Champagne et le roi Louis VII le Jeune.
Le jour de l'Annonciation 1142, il lance la construction d'une nouvelle église abbatiale et l’archevêque de Sens Henri Sanglier et lui en posent les deux premières pierres
,,.

## Croisade

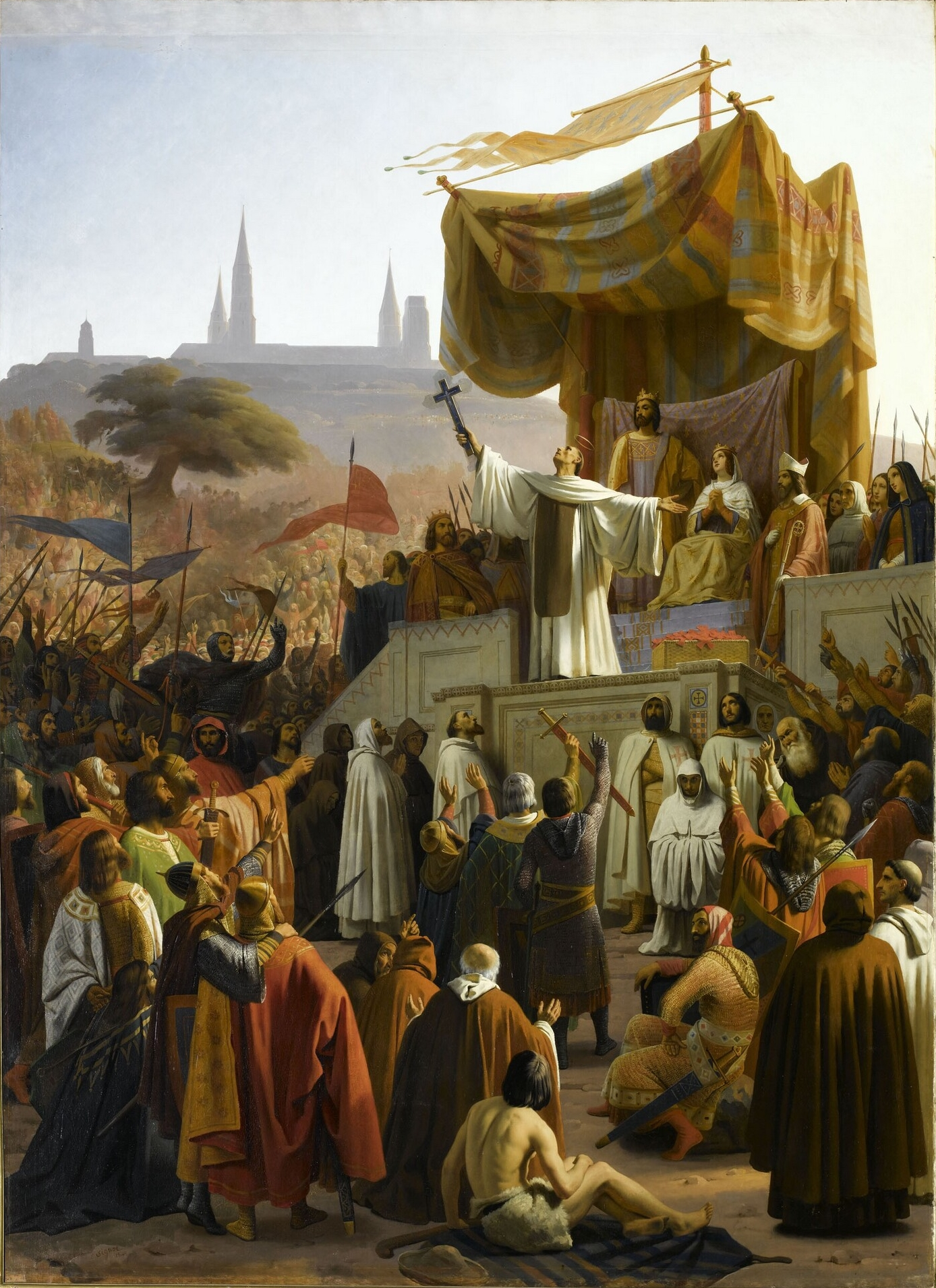
Émile Signol, Saint Bernard prêche la deuxième croisade, 1840, Versailles, musée de l'Histoire de France

Le 31 mars 1146, jour de Pâques, il assiste à Vézelay avec son frère aîné Guy Bordel de Payns, en présence du roi Louis VII le Jeune et de la reine Aliénor d'Aquitaine, au prêche de Bernard de Clairvaux pour la seconde croisade.
Les deux frères décident alors de rejoindre la croisade et de partir pour la terre sainte. Afin de financer ce voyage, Thibaud prélève deux pièces du trésor de son abbaye : une couronne que le roi Raoul avait léguée au monastère et qu'il amène avec lui ainsi que la croix de Saint-Éloi qu'il met en gage chez des juifs de Troyes. Il part ensuite avec Herbert, son homologue de l'abbaye voisine de Saint-Pierre-le-Vif mais tous deux meurent deux ans plus tard en Asie mineure avant d'atteindre la ville sainte, probablement le 7 avril d'après l'obituaire de certaines abbayes,.